# Gijzeling van Gladbeck
De gijzeling van Gladbeck of het Gladbecker gijzeldrama was een geruchtmakende bankoverval en twee dagen durende vlucht met gegijzelden vanaf 16 augustus 1988 in het Duitse Gladbeck (Noordrijn-Westfalen). Drie personen kwamen erbij om het leven.
In de morgen van 16 augustus overvielen Dieter Degowski en Hans-Jürgen Rösner een kantoor van de Deutsche Bank in Gladbeck. Ze namen een aantal mensen in gijzeling met wie ze gedurende twee dagen lang in een gekaapte lijnbus door Duitsland en Nederland vluchtten. Degowski schoot de 15-jarige gegijzelde Italiaan Emanuele di Giorgi dood. In Bremen kwam een politieman om het leven en een andere raakte gewond, toen tijdens de achtervolging een vrachtwagen frontaal op hun auto botste. De gijzeling eindigde op 18 augustus 1988 door ingrijpen van de politie op Bundesautobahn 3. Bij deze actie kwam de 18-jarige Silke Bischoff om het leven. Volgens het politieonderzoek was het dodelijke schot uit het wapen van Rösner afkomstig.
De gebeurtenis werd gekenmerkt door sterk doorgeschoten sensatiejournalistiek. Rösner en Degowski gaven live-interviews voor de radio en televisie en lieten reporters bij hen in de vluchtwagen plaatsnemen. De voortdurende nabijheid van journalisten hinderde het optreden van de politie. Na het voorval werd dientengevolge gediscussieerd over verantwoordelijkheden van de journalistiek. Ook de slechte coördinatie van het politieoptreden lokte kritiek uit.

## Gebeurtenissen

### 16 augustus
Op de ochtend van 16 augustus drongen de twee daders vermomd en bewapend voor openingstijd een filiaal van de Deutsche Bank in het Gladbeckse stadsdeel Rentfort-Nord binnen. Rösner was op dat moment voortvluchtig en had reeds elf jaar in de gevangenis doorgebracht. Sinds hij in 1986 niet van tijdelijk verlof teruggekeerd was, werd hij door de politie gezocht. In de tussentijd had hij in Gladbeck meerdere roofovervallen en inbraken gepleegd.
Het bankfiliaal staat in een winkelcentrum dat slechts van twee zijden toegankelijk is. Hierdoor waren er slechts twee potentiële vluchtwegen. Om 08.04 uur kwam bij de politie de melding van een arts binnen dat hij vanuit zijn praktijk op de eerste verdieping van het gebouw twee mannen naar binnen had zien sluipen. Daarop parkeerde de politie een auto voor de ingang van het winkelcentrum. Toen Rösner en Degowski de bank verlieten en de politiewagen zagen, gingen ze de bank weer binnen. Ze namen twee werknemers in gijzeling en eisten losgeld. Om hun eisen kracht bij te zetten, vuurden zij enkele schoten af. Per telefoon gaven ze een radio-interview.
Na urenlange onderhandelingen ontvingen de overvallers 300.000 mark (omgerekend € 153.388) en een BMW 735i als vluchtwagen. Ze vertrokken om 21.45 uur met beide gijzelaars en haalden Rösner's vriendin, Marion Löblich, op. De politie liet hen ogenschijnlijk vertrekken, maar hield ze met behulp van een peilzender in de gaten.

### 17 augustus
Via de autoweg reden de daders naar Bremen, alwaar Löblich familie had. In Bremen kleedden de daders zich in een kledingzaak om. De politie ging ervan uit dat de gijzelaars spoedig vrijgelaten zouden worden en kozen er daarom voor niet in te grijpen toen Degowski, die alleen met de gegijzelden was, voor korte tijd de wagen verliet. Nadat de gijzelnemers ontdekten dat de politie hen achtervolgde kaapten ze om 19.00 u. in het gehucht Huckelriede een lijnbus van het Bremer openbaarvervoersbedrijf met 32 passagiers. Vervolgens gaven ze een interview aan de pers. Daarbij werden ook de twee gegijzelde bankbedienden, onder dreiging van een pistool, aan het woord gelaten.
Rösner en Degowski lieten vijf buspassagiers vrij en reden verder met de bus en de overige 29 gijzelaars. Bij de verzorgingsplaats Grundbergsee lieten ze de twee bankemployés vrij. Twee politiebeambten arresteerden vervolgens Rösners vriendin, toen die de bus verliet om op de verzorgingsplaats naar het toilet te gaan. Achteraf is niet komen vast te staan wie opdracht tot de arrestatie had gegeven. Rösner en Degowski eisten haar onmiddellijke vrijlating; zo niet, dan zouden ze na vijf minuten een buspassagier doden. De leiding van de operatie beval de onmiddellijke vrijlating van Löblich, maar zij was reeds weggevoerd met een politievoertuig. Bovendien was het sleuteltje van haar handboeien afgebroken. Toen vijf minuten voorbij waren schoot Degowski de vijftienjarige Italiaan Emanuele di Giorgi, die zijn negenjarige zusje probeerde te beschermen, door het hoofd. Een minuut later kon Löblich vrijgelaten worden. Di Giorgi bloedde dood omdat er niet onmiddellijk een ambulance beschikbaar was. Vervolgens reed de bus met alle inzittenden over de Autobahn A1 en A30 verder, richting Nederland. Tijdens de achtervolging van de bus botste een politieauto op een vrachtwagen, waarbij een agent om het leven kwam en een andere gewond raakte.

### 18 augustus
Om 2.30 uur ’s nachts reed de bus bij grensovergang De Lutte Nederland binnen en stopt op de provinciale weg van Oldenzaal naar Hengelo ter hoogte van recreatiegebied Het Hulsbeek. Om 5.15 u. werden twee vrouwen en drie kinderen vrijgelaten. De Nederlandse politie had namelijk geweigerd met de gijzelnemers te onderhandelen zolang ze nog kinderen gijzelden. Bij een abusievelijk schot uit Rösners pistool raakten de buschauffeur en Marion Löblich gewond. Om 6.30 u. kregen de overvallers een nieuwe vluchtwagen, een zilvergrijze BMW 735i. Deze was door de Duitse politie beschikbaar gesteld en kreeg Nederlandse kentekenplaten (HR-20-TN). Die was met een microfoon uitgerust en met een speciale ontvanger, waarmee op afstand de motor radiografisch kon worden uitgeschakeld.
Degowski, Rösner en Löblich reden vervolgens met twee gijzelaars uit Bremen, Silke Bischoff en Ines Voitle, terug naar Duitsland. Bij een tussenstop in Wuppertal kochten ze medicatie in een apotheek, die ze met het geroofde geld betaalden. Rösner wilde graag de Dom van Keulen gaan bekijken. Tegen 11.00 uur reden ze door de Breite Straße in de verkeersvrije binnenstad van Keulen. Daar werden ze belegerd door journalisten, die de vluchtwagen omsingelden en live-interviews voerden. Enkele journalisten toonden hun mogelijke verdere vluchtwegen, en foto’s van politieagenten, voor het geval er bij een uitwisseling van gijzelaars politiepersoneel in de wagen binnengesmokkeld zou worden. De reporter Udo Röbel van het dagblad Express nam in de auto plaats, toonde Degowski en Rösner de weg naar de volgende oprit van de autobaan en reed mee tot in Siegburg. In het kielzog van de vluchtauto reden de journalisten, allemaal pogend beelden van het gebeuren te maken.
Om 12.00 uur reden de gijzelnemers over de A3 verder richting Frankfurt am Main en stopten ter hoogte van Bad Honnef op de vluchtstrook. Daar ramde een gepantserd voertuig de vluchtauto en maakte hem zo onklaar. Vervolgens bestormde een speciaal interventieteam de wagen met geweren en een rookgranaat. De gebruikte kogels, waarvan de politie er 62 afschoot, waren evenwel van een ongeschikt type en drongen nauwelijks in de wagen door. Kort daarop stierf de 18-jarige Silke Bischoff door een kogel uit het pistool van Rösner. Haar vriendin Ines Voitle had zich gered door in de sloot naast de weg te springen.
Na afloop van het gijzeldrama werd de autoriteiten van Noordrijn-Westfalen verweten dat ze de zaak absoluut zelf wilden afhandelen, en daarbij geen rekening met de gijzelaars hadden gehouden. Het Ministerie van Binnenlandse Zaken van Rijnland-Palts had reeds een GSG 9-commando paraat.

### Proces
Op 22 maart 1991 werden Dieter Degowski en Hans-Jürgen Rösner door het Landesgericht Essen tot levenslange opsluiting veroordeeld. De aanklacht luidde gemeenschappelijke mensenroof en gijzeling met de dood tot gevolg, bij Degowski verzwaard met moord en bij Rösner met poging tot moord. Rösner werd daarnaast veroordeeld tot levenslange opsluiting, aangezien het gevaar van recidive substantieel werd geacht. Zijn vriendin Marion Löblich werd tot negen jaar veroordeeld, waarvan ze er zes uitzat. Zij werd wegens goed gedrag eerder vrijgelaten. Alle drie zaten ze in Noordrijn-Westfaalse gevangenissen.
In 2002 wees het hooggerechtshof van Hamm een vroegtijdige vrijlating van Degowski af, vanwege de bijzondere ernst van de feiten. De duur van zijn celstraf werd op ten minste 24 jaar vastgelegd, zodat hij op zijn vroegst in januari 2013 kon vrijkomen. In 2009 verzocht hij om amnestie, maar zijn verzoek werd in maart 2009 door minister-president Jürgen Rüttgers afgewezen. Ook zijn hernieuwd verzoek tot vrijlating in augustus 2013 werd afgewezen. De rechtbank achtte "de tijd niet rijp" voor een vrijlating. Op 15 februari 2018 werd hij vrijgelaten.
Rösners verzoek tot vroegtijdige vrijlating werd in 2004 afgewezen, alsmede een verkorting van de straf; hij moest tot februari 2016 zijn straf uitzitten en aangezien hij tot preventieve opsluiting veroordeeld was, is hij ook daarna niet vrijgelaten. Hij werd eerst in Werl opgesloten en sedert 2004 in Bochum, waar op 25 maart 2009 heroïne in zijn cel gevonden werd. Hiervoor werd hij op 11 augustus 2009 tot een bijkomende zes maanden veroordeeld.

### Nasleep
Het gijzelingsdrama van Gladbeck was voor velen een traumatische gebeurtenis. Bij kilometeraanduiding 38,0 aan de Autobahn 3 richting Frankfurt/Main waar het incident eindigde, werd een klein houten kruis neergezet dat aan de dood van Silke Bischoff herinnerde. Ook werd hier door het Landesbetrieb Straßenbau uit Bonn een lindeboom geplant, die vanaf de snelweg goed zichtbaar is. Het houten kruis werd in 2002 verwijderd bij de renovatiewerken aan de intercitylijn van Keulen naar Frankfurt. Sinds 2009 staat er naast de lindeboom een stalen sculptuur op een betonnen voet met inscriptie, dat de herinnering aan Silke Bischoff levend houdt.

## Media-ophef
De journalisten boden een podium aan de gijzelnemers, die niet met tegenzin voor de camera’s poseerden en interviews gaven. Deze tot dan toe onbekende vorm van sensatiejournalistiek lokte brede verontwaardiging uit. Ook de wijze van ingrijpen van de politie kreeg veel kritiek wegens de organisatorische blunders en psychologische onkunde. De Duitse minister van Binnenlandse Zaken van Bremen, Bernd Meyer, trad wegens de politiefouten af, terwijl die van Noordrijn-Westfalen, Herbert Schnoor, aan bleef, ondanks veelvuldige oproepen tot aftreden.
Toentertijd waren er gemengde gevoelens over het gedrag van de journalisten. Het waren journalisten die, door op Rösner in te praten, de twee bankbedienden in Grundbergsee vrijkregen, en van de chaotische situatie gebruikmaakten om andere vijf gijzelaars vrij te krijgen. Ook waren het journalisten die de stervende Di Giorgi naar een dokter brachten. Ze schroomden daarbij niet van de gelegenheid gebruik te maken om het hoofd van de jongen geforceerd in de richting van de camera te houden.
De Duitse Raad voor de Journalistiek besliste in september 1988, als reactie op het laakbare gedrag van de reporters, dat "er geen interviews met gijzelnemers tijdens het gebeuren mogen plaatsvinden" en dat "het niet de opgave van journalisten is, eigenhandig bemiddelingspogingen te ondernemen". De Duitse perscodex werd navenant aangepast. Twintig jaar na de gijzeling van Gladbeck verklaarden enkele van de journalisten die er toentertijd bij waren geweest in de Süddeutsche Zeitung dat ze hun daden betreurden.
Over de gijzeling van Gladbeck werd in 2020 een NPO-podcast gemaakt door Marcel van Roosmalen en Roel Gootzen en in 2022 een Netflix-documentaire met alleen maar originele opnames van de gijzeling.